# ADRC Icasa
Die Associação Desportiva Recreativa e Cultural Icasa, in der Regel nur kurz Icasa genannt, ist ein Fußballverein aus Juazeiro do Norte im brasilianischen Bundesstaat Ceará.
Der Klub wurde 2002 als ein Nachfolger des Icasa EC gegründet und entstand aus deren Nachfolger Juazeiro EE.
Aktuell spielt der Verein in der vierten brasilianischen Liga, der Série D,  der Staatsmeisterschaft von Ceará und der Copa do Brasil.

## Erfolge
- Staatsmeisterschaft von Ceará – Segunda Divisão: 2003
- Copa Integração: 2007, 2008, 2009

## Stadion
Der Verein trägt seine Heimspiele im Estádio Mauro Sampaio, auch bekannt als Romeirão, in Juazeiro do Norte aus. Das Stadion hat ein Fassungsvermögen von 16.000 Personen.

## Trainerchronik
Stand: Mai 2022
| Trainer            | Nation    | von                | bis               |
| ------------------ | --------- | ------------------ | ----------------- |
| Flávio Araújo      | Brasilien | 13. April 2009     | 29. April 2011    |
| Dado Cavalcanti    | Brasilien | 30. April 2011     | 27. Juni 2011     |
| Márcio Bittencourt | Brasilien | 29. Juni 2011      | 16. Oktober 2011  |
| Arnaldo Lira       | Brasilien | 16. Oktober 2011   | 23. November 2011 |
| Francisco Diá      | Brasilien | 24. September 2012 | 5. Juni 2013      |
| Sidney Moraes      | Brasilien | 10. Juni 2013      | 7. Dezember 2013  |
| Tarcísio Pugliese  | Brasilien | 27. Januar 2014    | 21. Juli 2014     |
| Leandro Sena       | Brasilien | 24. Juli 2014      | 30. August 2014   |
| Vladimir de Jesus  | Brasilien | 30. August 2014    | 31. Dezember 2014 |
| Sidney Moraes      | Brasilien | 1. Dezember 2021   |                   |